# Bernard Meninsky

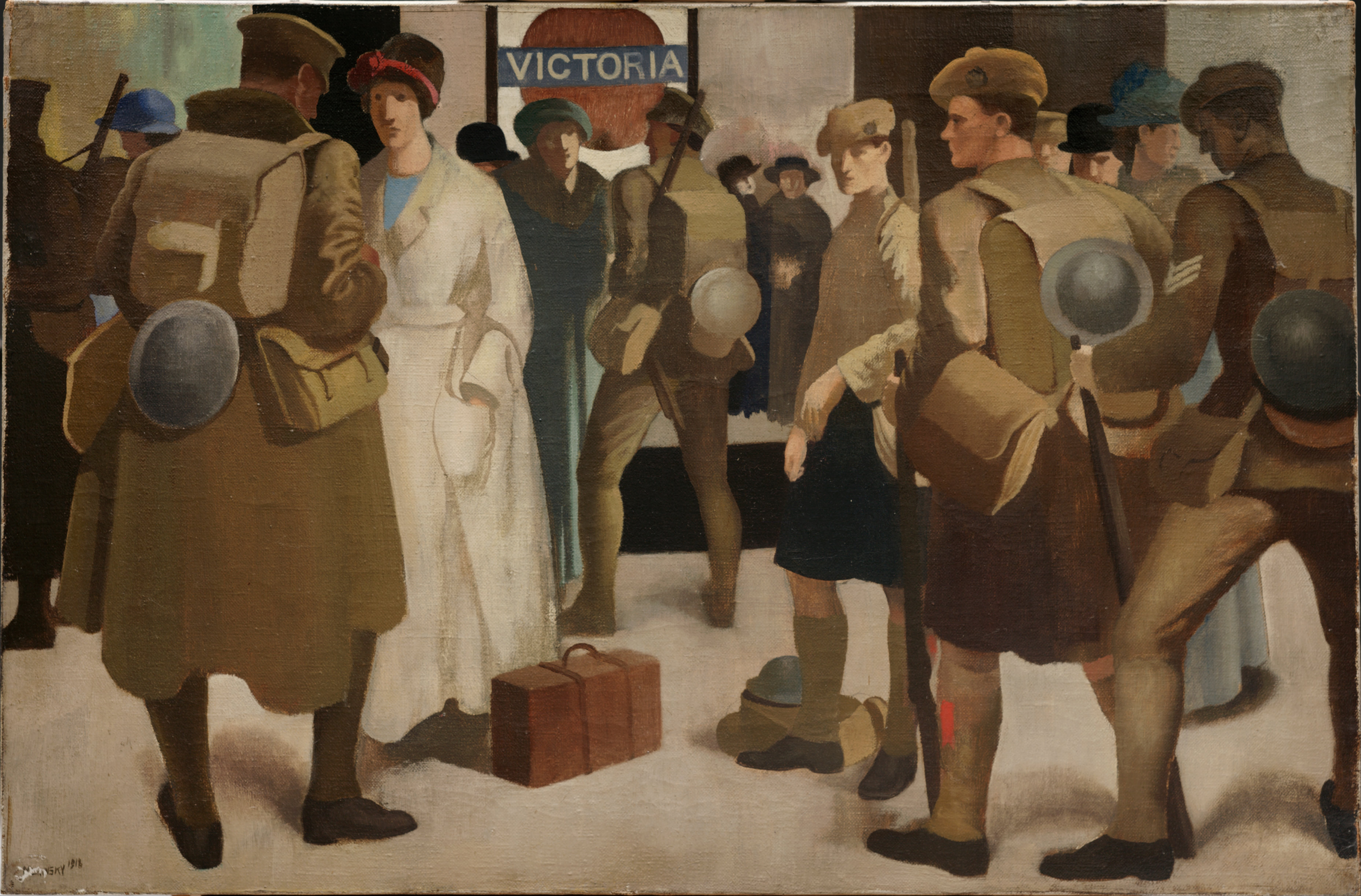
Bernad Meninsky: Victoria Station, District Railway, 1918. Imperial War Museum, London

Bernard Meninsky, geb. Menushkin (* 25. Juli 1891 in Konotop, Russisches Kaiserreich, heute Ukraine; † 12. Februar 1950 in London) war ein britischer Maler, Zeichner und Kunstlehrer. Im Ersten Weltkrieg war er Mitarbeiter des War Propaganda Bureau.

## Leben
Bernard Meninsky wurde 1891 als Sohn einer jüdischen Familie in Konotop in der Ukraine geboren. Als er sechs Wochen alt war, brachten ihn seine Eltern nach England und ließen sich in Liverpool nieder. Nach seinem Schulabschluss 1902 besuchte er Abendkurse in Kunst und erhielt 1906 ein Stipendium für die Liverpool School of Art. 1909 und 1910 besuchte er außerdem Sommerkurse am Royal College of Art. 1911 erhielt er ein Reisestipendium für einen dreimonatigen Studienaufenthalt an der Académie Julian in Paris und verließ Liverpool mit der King's Medal. 1912 ging er mit einem Stipendium an die Slade School of Fine Art in London, wo er einige der „Whitechapel Boys“ kennenlernte, darunter David Bomberg und Mark Gertler. 1913 unterrichtete er für kurze Zeit Zeichnen in Italien, kehrte dann nach London zurück, um an der Central School of Arts and Crafts zu unterrichten (wo Clara Klinghoffer zu seinen Schülern gehörte) und schloss sich im selben Jahr der London Group an. Im Mai 1914 nahmen Bomberg und Jacob Epstein vier Meninsky Werke in die sogenannte „jüdische Abteilung“ einer großen Ausstellung moderner Kunst in der Whitechapel Art Gallery auf. Im August, nach Ausbruch des Ersten Weltkriegs, trat er in die Royal Fusiliers ein und wurde als Schreiber in England eingesetzt. Er war Mitarbeiter des WPB (War Propaganda Bureau). 1918 erlitt er jedoch einen Nervenzusammenbruch, wurde aus medizinischen Gründen entlassen und für sechs Monate als Kriegskünstler im Informationsministerium angestellt.
1919 nahm er seine Lehrtätigkeit am Central School of Arts and Crafts wieder auf und hatte seine erste Einzelausstellung mit Zeichnungen von Müttern und Kindern in der Londoner Goupil Gallery; im folgenden Jahr begann er auch, Abendkurse für Aktzeichnen an der Westminster School of Art zu geben. 1923 wurde er in den New English Art Club gewählt und hatte weitere Einzelausstellungen in der Mayor Gallery (1926), bei Lefevre (1926), St George's (1930), Zwemmer's (1934, 1936) und Leger (1945, 1948).
Zwischen 1931 und 1934 erlitt Bernard Meninsky mehrere psychische Zusammenbrüche; während des Zweiten Weltkriegs zog er nach Oxford und unterrichtete an der City School of Art. 1945 kehrte er nach London und an die Central School of Arts and Crafts zurück. Seine Illustrationen zu Miltons L’Allegro und Il Penseroso wurden 1946 veröffentlicht. 1949 erlitt er einen erneuten Zusammenbruch und nahm sich 1950 das Leben.

## Werk

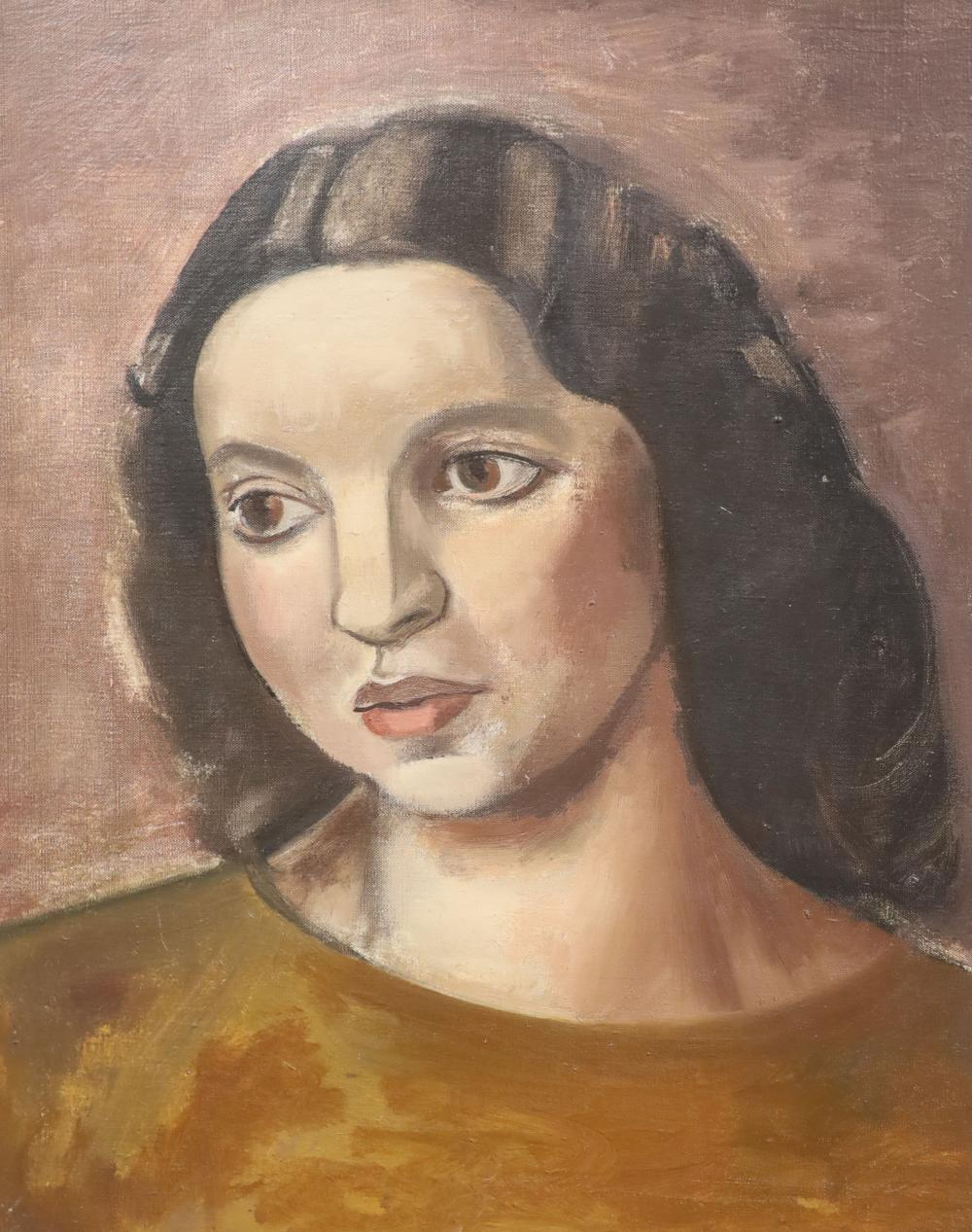
Bernard Meninsky: Porträt von Rose Ellenby (Rose Ellenby studierte an der Central School of Arts and Crafts, 1939–43, bei Bernard Meninsky und Noel Rooke)

Bernard Meninskys bevorzugte Themen sind Mutter und Kind, aber er malte auch Porträts, Figuren – zuletzt in einem monumentalen, neoklassizistischen Stil – und Landschaften, die in den 1920er und 1930er Jahren düster und atmosphärisch wurden. Sein Stil verbindet Elemente des Realismus mit expressiven und dekorativen Einflüssen, seine Werke zeigen oft eine sorgfältige Linienführung und eine starke emotionale Ausdruckskraft.